# مقاومت حرارتی

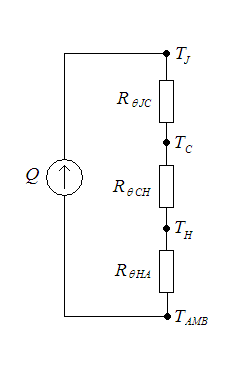
نمایی از شماتیک و طرح‌وساختار یک‌مدار حرارتی معادل که برای یک‌دستگاه نیمه‌هادی با یک گرماگیر را نشان می‌دهد.

مقاومت حرارتی یک ویژگی گرمایی (فیزیکی) می‌باشد که نشاندهنده مقاومت هر ماده در مقابل انتقال حرارت در اثر تفاوت دما است.
مقاومت حرارتی با R نشان داده می‌شود که دارای واحد m2K)/W) می‌باشد.
بمنظور محاسبه مقاومت حرارتی برخی جداره‌های خاص شبیه‌سازی سیستم توسط مدارهای الکتریکی مفید خواهد بود.